# Puig de la Bicoca
El Puig de la Bicoca és una muntanya de 1.445 metres que es troba al municipi de Vidrà, a la comarca d'Osona.